# هينريش شميدتجال
هينريش شميدتجال (20 نوفمبر 1985 في كازاخستان - ) هو لاعب كرة قدم ألماني وكازاخستاني في مركز جناح ‏. شارك مع منتخب كازاخستان لكرة القدم. أما مع النوادي، فقد لعب مع إف إس في فرانكفورت وروت فايس أوبرهاوزن وغرويتر فورت وفورتونا دوسلدورف ونادي بوخوم وSC Verl ‏ وVfL Bochum II ‏.

## مسيرته الكروية
لعب هينريش شميدتجال خلال مسيرته الاحترافية مع 6 أندية في ثلاثة عشر موسمًا وسجل خلالها 32 هدفًا ضمن 274 مباراة. ولم يفز بأي موسم بالكأس أو بالدوري.
خاض هينريش شميدتجال مسيرته مع SC Verl ‏ في موسم 2003–04 ليلعب معه أربعة مواسم، مشاركًا في 92 مباراة سجل خلالها 15 هدفًا. ثم انتقل إلى VfL Bochum II ‏ في موسم 2007–08 ولمدة موسمين، حيث شارك في 62 مباراة سجل خلالها 8 أهداف. لينتقل بعدها إلى نادي روت فايس أوبرهاوزن في موسم 2009–10 ولمدة موسمين، مشاركًا في 51 مباراة سجل خلالها 5 أهداف. ثم انتقل إلى نادي غرويتر فورت في موسم 2011–12 ولمدة موسمين، مشاركًا في 51 مباراة سجل خلالها 4 أهداف. هذا وانتقل لاحقًا إلى نادي فورتونا دوسلدورف في موسم 2013–14 ولمدة موسمين، مشاركًا في 18 مباراة ولم يسجل أي هدف. ثم انتقل بعدها إلى نادي إف إس في فرانكفورت في موسم 2015–16 لمدة موسم واحد، لم يشارك في أي مباراة ولم يسجل أي هدف أيضًا.

## وصلات خارجية
- هينريش شميدتجال على موقع الاتحاد الأوربي (الإنجليزية)
- هينريش شميدتجال على موقع قاعدة بيانات كرة القدم.إي يو (الإنجليزية)
- هينريش شميدتجال على موقع بيانات كرة القدم. دي إي (الألمانية)
- هينريش شميدتجال على موقع ناشيونال فوتبول تيمز (الإنجليزية)
- هينريش شميدتجال على موقع Soccerway.com (الإنجليزية)
- هينريش شميدتجال على موقع عالم كرة القدم.نت (الإنجليزية)
- هينريش شميدتجال على موقع AS.com (الإسبانية)